# Barnett Brook
Barnett Brook – osada w Anglii, w hrabstwie ceremonialnym Cheshire, w dystrykcie (unitary authority) Cheshire East. Leży 32 km na południowy wschód od miasta Chester i 234 km na północny zachód od Londynu.